# Dicranota subapterogyne
Dicranota subapterogyne är en tvåvingeart som först beskrevs av Alexander 1943.  Dicranota subapterogyne ingår i släktet Dicranota och familjen hårögonharkrankar. Inga underarter finns listade i Catalogue of Life.